# 身辺整理
身辺整理（しんぺんせいり）とは、人間関係や仕事関係の事務や書類、自己の所有物を処分するなどして整理する行為。特に自らが犯した過失等に対して責任をとる形で異動を行う際の引継ぎ等の整理を呼ぶことがある。通常の整理と違い、それまでの活動の継続性を前提としないことが特徴である。自殺等を試みる前兆として観測されることが多く、ある人間が突然身辺整理をはじめた場合、慎重な対応を必要とすることがある。また、婚約を前にして婚約者以外との男女関係を清算しておくことを指す場合がある。

## 動機
- 退職や解雇、転勤を命じられたサラリーマンなどが異動に備えて行う。
- 結婚などの人生の転機を迎えて行う。
- 死を間近にした者、特に余命を宣告された者やこれから自殺しようとする者が行うことがある。
- 他にも定期的に身辺整理を行う者がいる。

## 死を間近にした身辺整理

### 目的
身辺整理を行う目的としては、以下のものがある。
- 自分の死後他人に見られたくないもの（日記など）を処分する。
- 自分の死後も残しておいてほしい物が、ほかの物に紛れ込んで処分されるのを防ぐ。
- 自分の荷物を処分することになる者の負担を軽減する。

### 副次的効果
- これから自殺しようとする者が身辺整理を行う場合、その作業によって気持ちが整理され、問題の解決策を見出して自殺を思いとどまる場合がある。